# 陳之藩
陳之藩（1925年6月19日—2012年2月25日），字範生，河北省霸縣人，英國劍橋大學電機哲學博士。作為電機工程學者及從事科學教學研究，著有電機工程論文百餘篇，《系統導論》及《人工智慧語言》專書兩冊。陳之藩亦深具人文素養，擅長寫作散文。散文作品入選兩岸四地的中小學國文課本。

## 生平
小時候家窮，農忙時還要背著小鐮刀割麥穗。到農曆過年時，和大妹妹到街頭去揮毫賣春聯，為的是躲上門討債的債主。後考入北平進德中學就讀。後考入北平市立第五中學。陳之藩作文一向是班上第一。高中畢業後加入軍隊。後來又想唸書，由於當時政府只以公費獎勵學生學理工，於是考上西北工學院。陳之藩非泛泛之輩，在北洋大學電機系就讀時，對國家感到更悲觀，想改讀哲學救國，考入清華大學哲學系，為了此事去見金岳霖於清華大學，後打消念頭。
大三時聽到時任北京大學校長胡適一段題目為《眼前文化的動向》的廣播，胡適在演講中提出了人生的三個目標，一是用科學成果解除人生苦痛，二是用社會化的經濟制度來提高生活水準，三是用民主化的政治制度來解放思想，完成獨立人格，聽過這次廣播，陳之藩產生了「幾件疑問和一點感想」，遂寫了封長信給胡適，胡適沒有直接回覆，這封信卻在胡適隨後在全國四十多家日報上發表的《我們必須選擇我們應走的方向》一文中，作為聽眾回應專門摘引了出來，陳之藩對胡適的這篇文章十分信服，再度去信，胡適也回信，兩人成為忘年之交，1948年6月13日，陳之藩在雷海宗所編的《周論》上發表長文《世紀的苦悶與自我的徬徨--青年眼中的世界與自己》，見解得到金岳霖、馮友蘭、沈從文的激賞，(後成為《大學時代給胡適的信》一書的代序)1948年獲北洋大學電機系學士，被派到台灣製鹼有限公司任實習工程修理馬達，其不會說閩南語，手下有二十多個不會說國語的女孩子，女人們為了防曬，包裹嚴密，其不識盧山真面目。赴她們的婚宴時，才知道其原來是如此漂亮，國立編譯館自然科學組李書田是以前北洋大學的院長也其老師，因為其說修馬達無聊，李書田就讓陳之藩去國立編譯館自然科學組擔任編審，編譯一些科學小書，之後，其文章受到人文科學組的梁實秋的賞識，後來梁實秋升任館長，主動漲了其薪水一倍，下班後也常到梁實秋家聊天，亦和同好辦了《學生》雜誌，擔任科學欄主編，卻也在文藝欄翻譯英國的詩，這就是後來出版的《蔚藍的天》。1954年胡適提領美金兩千四百元充當他赴美國留學的保證金。為籌路費，陳之藩寫了一本物理教科書，1955年春才成行，留學賓夕法尼亞大學，留美期間，聶華苓在《自由中國》半月刊擔任編輯委員與文藝欄主編，向陳之藩邀稿，他此時的文章即是《旅美小簡》，其中〈哲學家皇帝〉、〈釣勝於魚〉等四篇是1955年暑假，陳之藩在紐約州普萊西德湖打工時的作品。
1957年陳之藩獲賓夕法尼亞大學科學碩士，赴田納西州孟菲斯基督教兄弟大學任教授，上課非常風趣，常常引起學生哄堂大笑，此時寫下《在春風裡》，其中包括1962年2月24日胡適去世後，陳之藩含淚以信的形式寫的九篇紀念文章，1962年秋天清大原子科學研究所及臺大理學院邀請其講學，1964年返美後在阿拉巴馬州的Brown Engineering Inc.任高級工程師，從事美國國家航空暨太空總署的專案，1966年於德克薩斯州休士頓大學任教，12月，他到臺北，興大孟瑤教授邀請他到該校講演。興大很多學生慕名擠進講堂。其以「知識與智慧」為題，汗流滿面的講了一小時，學生圍著不散，只好又講了一小時，可見當時其已聲名遠播，1969年獲美國國家科學基金會資助赴英國劍橋大學研究，《劍河倒影》大多即是在剛到康橋時寫的，在《中央日報》發表，1970年獲選為英國電機工程學會院士，1971年獲英國哲學博士學位，他又曾任美國普林斯頓大學副研究員，1977年麻省理工大學擔任客座科學家（Visiting Scientist），研究人工智慧，亦曾赴愛荷華大學演講，同年離開休士頓大學任香港中文大學講座教授，繼高錕任電子系系主任，並開辦博士班，培養電子工業的專門人才，此時的文章即是《一星如月》，按照其鄰居余光中的描述，其其時居住於中大教職員宿舍第五還第六苑（今國際生堂1、2座），1985年任波士頓大學研究教授，1988年其在波士頓中風，緊急進行開腦手術，救治得宜，他也曾兼成大（1993年－2003年）客座教授，後再赴香港，任香港中文大學榮譽教授，2002年再結婚，以76歲之齡再當新郎，2008年6月陳之藩在香港第二度中風，2012年2月25日，陳之藩病逝於香港威爾斯醫院，享壽87歲。逝世前，其妻童元方在旁照顧。

## 著名散文
《旅美小簡》中〈失根的蘭花〉、〈哲學家皇帝〉、〈釣勝於魚〉三篇，與《在春風裡》中〈謝天〉、〈寂寞的畫廊〉兩篇散文多次入選兩岸三地的中學國文課本。1991年初，台灣國文天地雜誌社為國文課本作過抽樣性的調查，由學生自己談喜愛的課文，其中陳之藩的〈謝天〉、〈失根的蘭花〉、〈哲學家皇帝〉三篇文章，被學生一致選為最令人印象深刻、最具啟迪性的課文。

## 搶救陳之藩文獻計畫
成功大學「搶救陳之藩文獻計畫」從2009年10月開始執行，將在成大圖書館闢出「陳之藩專區」，並將在博物館設置「陳之藩書房」，保存相關文物。

## 私人生活
陳之藩的元配王節如（1918年？）是在編譯館工作時認識的。王節如出身旗人貴族，是美食家，同時是有名的京戲迷。
王節如去世（約1999～2000年）後，陳之藩與童元方（1954年—）於2002年在美國拉斯維加斯結婚；1997年時，陳之藩被童元方當時的丈夫王申培在台灣控告妨害婚姻及家庭，該案被檢察官以「所涉犯通姦罪及和誘脫離家庭罪嫌之犯罪處所分別在美國及香港，而刑法之通姦罪及和誘脫離家庭罪分別為最重法定刑一年或三年以下有期徒刑之罪，均非最輕法定刑三年以上有期徒刑之罪，而中華民國刑法於中華民國人民在中華民國領域外犯罪者，應以最輕本刑三年以上有期徒刑者，始有適用，故不起訴處分」。之後童元方與前夫離婚，外間亦開始盛傳童元方借陳之藩的名氣上位，但童元方多次向外界表示倆人是真心相愛。陳之藩繼子為影音電視製作人王大元(George Wang)、及歌手王大文。
另外一段情史，陳之藩45歲與當時在台南護校教書的22歲謝淑雲談戀愛， 謝淑雲25歲生下一女， 陳之藩得知消息之後， 寫信給謝淑雲女士。「雲， 看到你的信，很欣慰，想了好久女兒的名字， 由"載欣載奔" 表示快樂的樣子。載字也許難寫，我們可不可以名為在欣，很好寫，很好看，叫起來也很好聽。陳在欣，不是很別緻嗎？ 」 
陳王節如得知訊息之後相當震怒， 帶著三五個姊妹跑到謝淑雲女士的台南老家，表明謝淑雲不夠資格做陳之藩的女人，並要求謝淑雲女士到律師樓簽切結書，永遠不得再見女兒，並表示會給謝淑雲女士一筆錢。謝淑雲女士拒絕陳王節如的要求，表示自己可以獨立扶養女兒長大。
陳王節如過世之後，陳之藩晚年與童元方結婚。在舉行陳之藩教授的告別式後，住在台南的謝淑雲女士趨前與陳之藩教授夫人童元方握手致意，據陳教授的好友湯銘哲湯教授說「是真的。 謝女士是很好的女士， 很高興陳教授有後代。」

## 褒揚令
總統馬英九於2012年4月7日頒贈褒揚令給陳之藩，內容為:
「資深散文名家、國立成功大學客座教授陳之藩，洽聞軒闢，朗暢熙怡。少歲卒業北洋大學電機系，嗣負笈美英，獲賓夕法尼亞大學工程碩士暨劍橋大學哲學博士學位，盡瘁自動控制與電腦結構理論，見解燁然國際重要學術期刊；馳騁研究領域，徜徉藝文範疇，舊學邃密，新知深沈。先後執教國內外著名大學，播聲徽於海宇，煥文采於華夏，陶鎔鼓鑄，絳帳薪傳；摛文掞藻，優遊彬蔚。秉哲學之理性思維，執科學之縝緻邏輯，憂時感物，寓意弘遠，遂成文學奕世之不朽篇章；尤以《旅美小簡》、《在春風裏》、《劍河倒影》等經典散文稱頌。筆觸簡練雋永，風格淺白雅潔，機杼獨出，理趣不凡，體現崢嶸歲月知識分子使命感，承載跨世代全球華人共同記憶，洵為科技與人文融合之最佳典範。綜其生平，博識高華，盡窺術業堂奧；絕才神筆，引領時代思潮，懷璧興詠，敷教立言；文苑哲匠，亙古芳垂。遽聞溘然長逝，震悼曷極，應予明令褒揚，用示政府軫慕國士之至意。」

## 作品列表
- 《旅美小簡》
- 《在春風裡》
- 《劍河倒影》
- 《一星如月》
- 《陳之藩散文集》（遠東圖書公司1988年）

由牛津大學出版社印刷的作品：
- 《大學時代給胡適的信》
- 《蔚藍的天》
- 《旅美小簡》
- 《在春風裡》
- 《劍河倒影》
- 《一星如月》
- 《時空之海》
- 《散步》
- 《思與花開》
- 《失根的蘭花》
- 《钓胜于鱼》
- 《謝天》

專業書籍
- 《系統導論》
- 《人工智慧語言》

## 評論
中華民國新聞局、光華新聞文化中心主任張曼娟：“陳之藩的去世是散文的損失。”
中華民國文建會主委龍應台：“陳之藩就在我們的記憶裡”。
散文家思果說:「陳之藩的文字是上品，今天的學生去學習，我看到他用了工夫，平仄的注意。讀起來，像吃菜，喝湯。他的句子，長短用字得當。這和他小時讀了舊詩文大有關係。」。
陳之藩自己說：「《旅美小簡》是在剛到美國費城時寫的；《在春風裡》是在剛到曼城時寫的；《劍河倒影》是在剛到英國劍橋時寫的。《在春風裡》中的九篇紀念胡適之先生的文字，是在胡適先生剛逝世後寫的。所以這幾十篇散文的寫作上，有一個共同的地方，那就是在寂寞的環境裡，寂寞的寫成的。在永州的寂寞中，柳宗元寫出他的清新遊記；在江州的寂寞中，白居易唱出他的動聽歌聲；到了寂寞的異地印度，弗爾斯特悟的故事才洞徹人世的疏離，住在寂寞的異國巴黎，屠格湼夫寫出的小說才烘托出祖國的荒冷。我常常感覺到寂寞也許是一個作者嘔心瀝血時所必有的環境，所必付的代價。不然，就以我自己這一些不足道的經驗而論，出國前在臺灣曾住過七年，為甚麼連一點兒像樣的作品也不曾有過？」
前香港中文大學校長金耀基：“他是香港中文大學電機系發展的人物，是有成就的。我讀過他的散文，他是最近幾十年来的散文家之一。”